# Sendschotten
Sendschotten ist ein Dorf im südlichen Sauerland. Es bildet eine Ortschaft und den Ortsvorsteherbezirk 23 Sendschotten der Stadt Drolshagen im nordrhein-westfälischen Kreis Olpe. Der Ort hat 100 Einwohner (Stand 31. Dezember 2022).
Sendschotten liegt etwa zwei Kilometer nördlich des Drolshagener Zentrums und knapp sechs Kilometer westnordwestlich von Olpe und dem Südausläufer des Biggesees. Die Landschaft ist stark von landwirtschaftlichen Betrieben und den Hügeln des südwestlichen Sauerlandes geprägt. 
Sehenswert ist die katholische Kapelle St. Michael, die 1871 unter der Leitung von Arnold Güldenpfennig als neugotischer Putzbau errichtet wurde. Die Kapelle ist Ausgangspunkt des traditionellen Sendschotter Umgang, einer möglicherweise seit 1705 stattfindenden Prozession zu Mariä Heimsuchung.
Bekanntester Sohn des Dorfes dürfte der katholische Priester Heinrich Wigger sein, der 1892 Generalvikar des Bistums Paderborn wurde und 1903 zum Ehrenbürger von Paderborn ernannt wurde.